# Regina Kraushaarová
Regina Kraushaarová, nepřechýleně Regina Kraushaar (* 7. dubna 1964 Dohna) je saská politička za CDU. Od roku 2024 zastává post saské státní ministryně pro infrastrukturu a rozvoj venkova.

## Život
Kraushaarová dokončila studium na Lékařské akademii Carla Gustav Caruse v Drážďanech, kde v roce 1983 promovala jako fyzioterapeutka. Další studium sociální práce a sociální pedagogiky absolvovala v roce 1996 na Evangelické vysoké škole Drážďany jako kvalifikovaná sociální pedagožka. V letech 1989 až 1998 pracovala jako fyzioterapeutka a sociální pedagožka, než se v roce 1998 stala regionální manažerkou saského zemského sdružení Německé společnosti pro roztroušenou sklerózu. V roce 1999 převzala pozici regionální manažerky v saském regionálním sdružení Německého spolku sociální péče. V roce 2006 se stala vedoucí Odboru mládeže a rodiny, integrace a participace na Saském zemském ministerstvu sociálních věcí. Roku 2012 přešla na Spolkové ministerstvo pro rodinu, seniory, ženy a mládež, kde se stala vedoucí Oddělení pro děti a mládež. V roce 2014 se stala vedoucí Oddělení zajištění péče a prevence na Spolkovém ministerstvu zdravotnictví.
Dne 18. prosince 2017 byla Kraushaarová v první vládě Michaela Kretschmera jmenována státní tajemnicí na Saském státním ministerstvu sociálních věcí a ochrany spotřebitele, řízeném ministryní Barbarou Klepschovou. V souvislosti s jmenováním druhé Kretschmerovy vlády na funkci 20. prosince 2019 rezignovala a od 2. března 2020 se stala ředitelkou Saského zemského ředitelství. Dne 19. prosince 2024 byla jmenována saskou státní ministryní pro infrastrukturu a rozvoj venkova v třetí vládě Michaela Kretschmera.
Kraushaarová je vdaná a má dvě děti.